# Valea Crișului
Valea Crișului (in ungherese Sepsikőröspatak) è un comune della Romania di 2324 abitanti, ubicato nel distretto di Covasna, nella regione storica della Transilvania.
Il comune è formato dall'unione di 2 villaggi: Calnic e Valea Crișului.
Nel 2004 il villaggio di Arcuș si è staccato da Valea Crișului per divenire comune autonomo.

## Galleria d'immagini

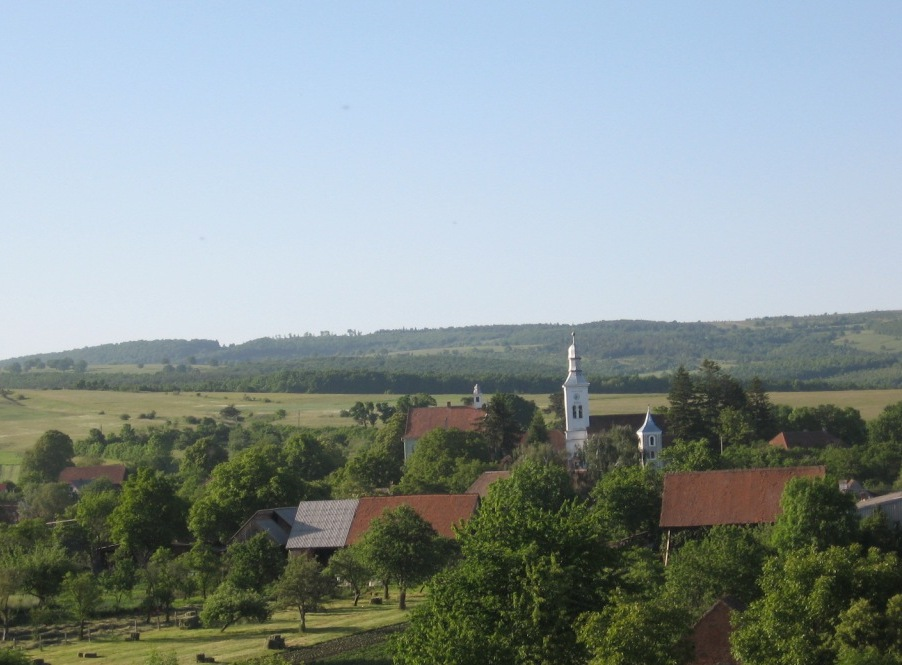
Panorama
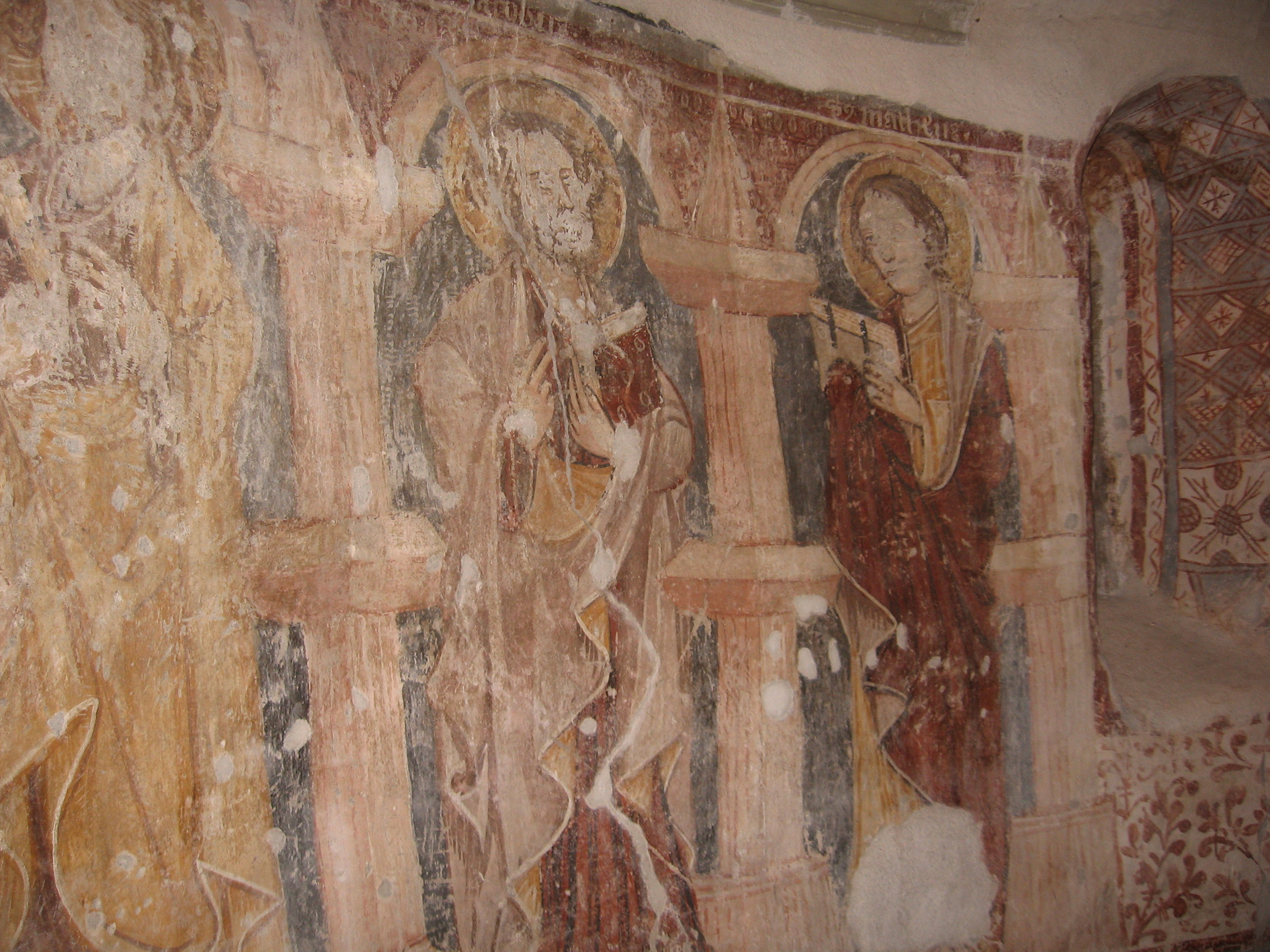
Chiesa cattolica, affresco
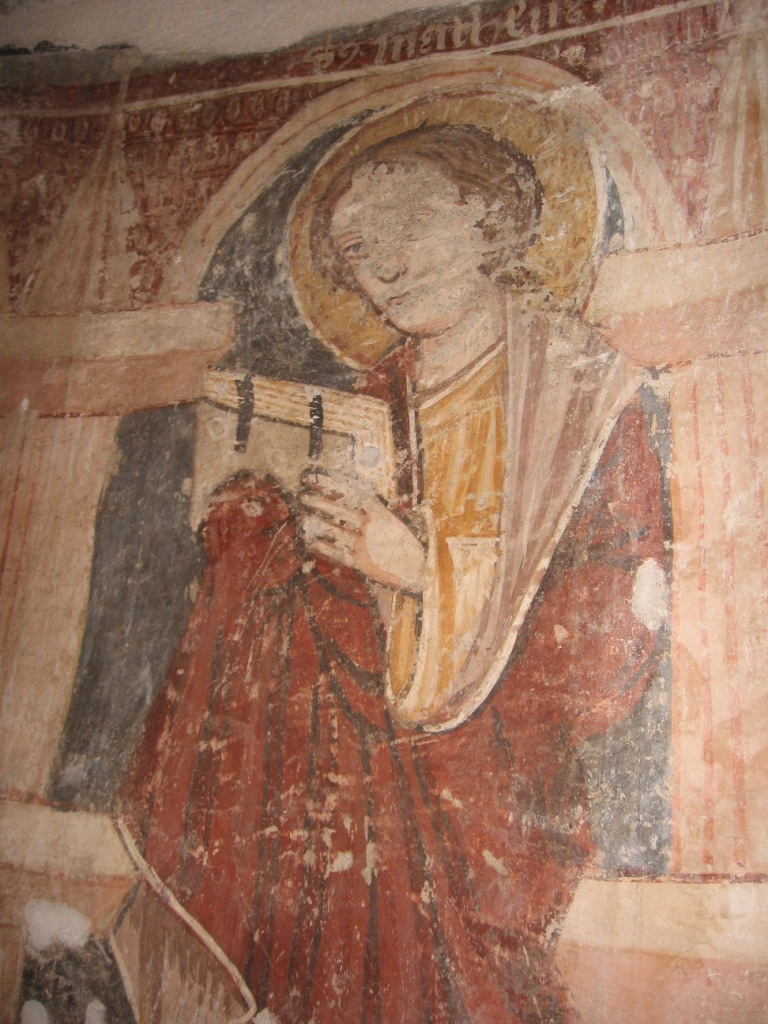
Matteo Apostolo
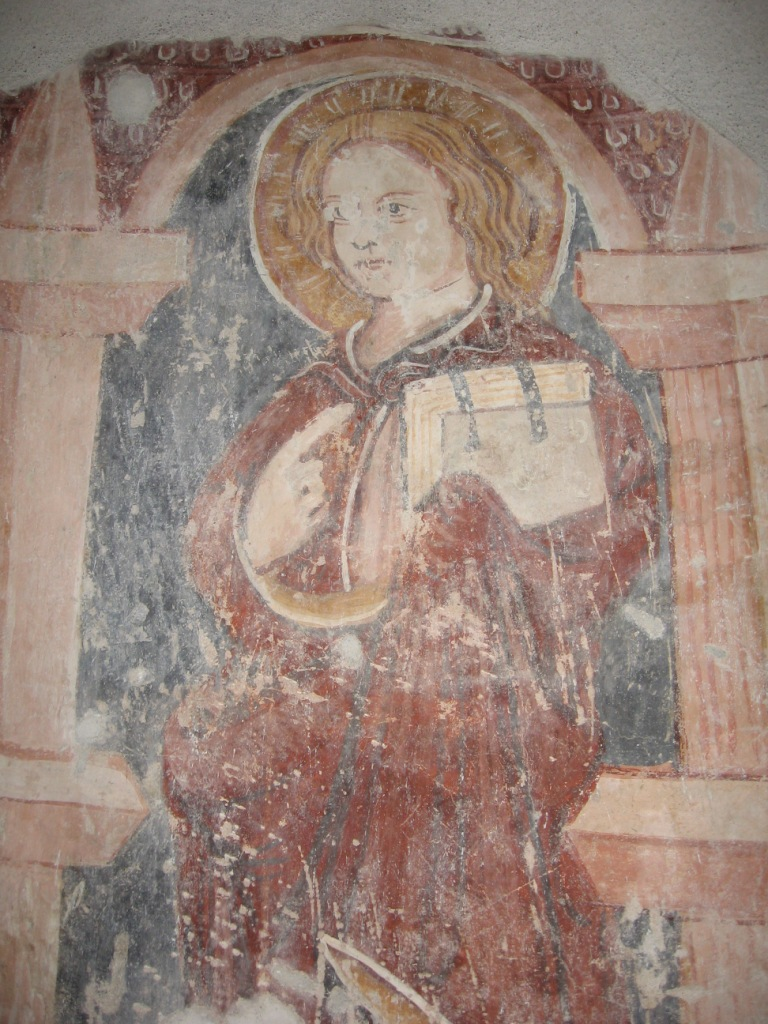
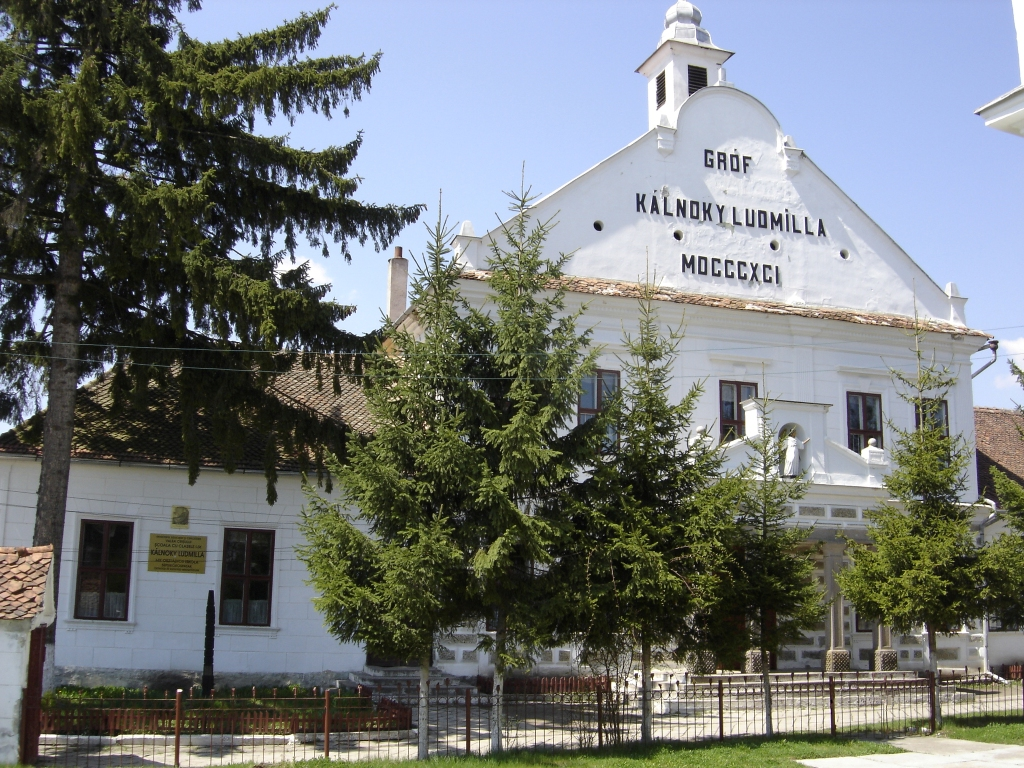
Kálnoky Ludmilla scuola
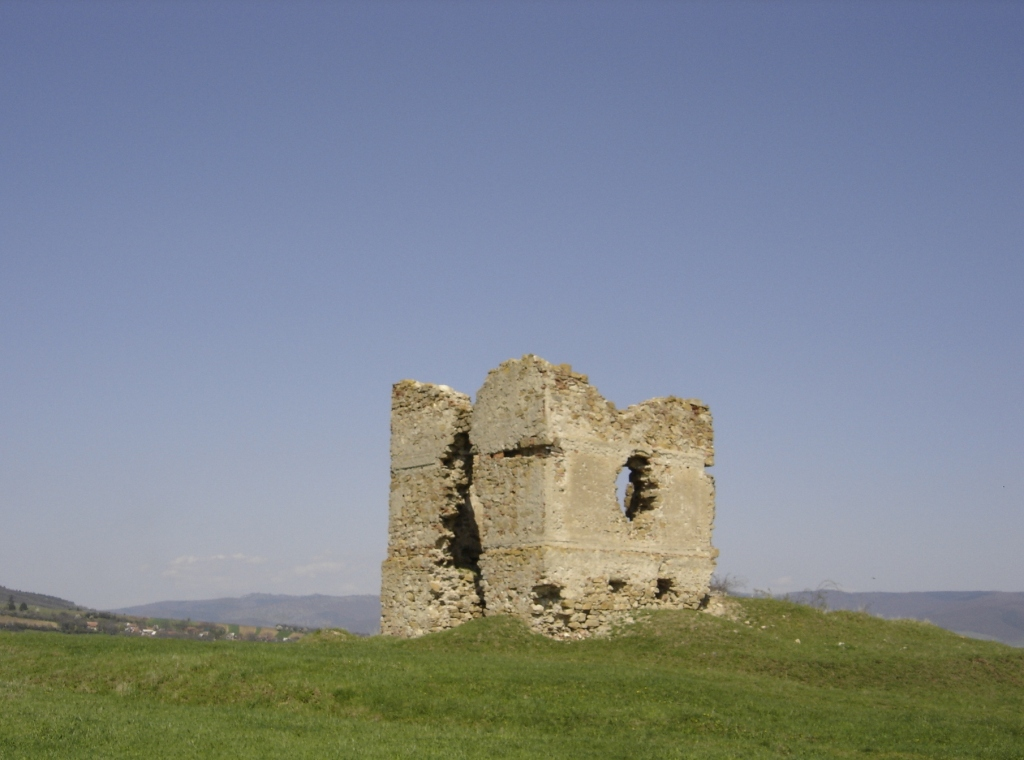
Cappella cattolica in rovina
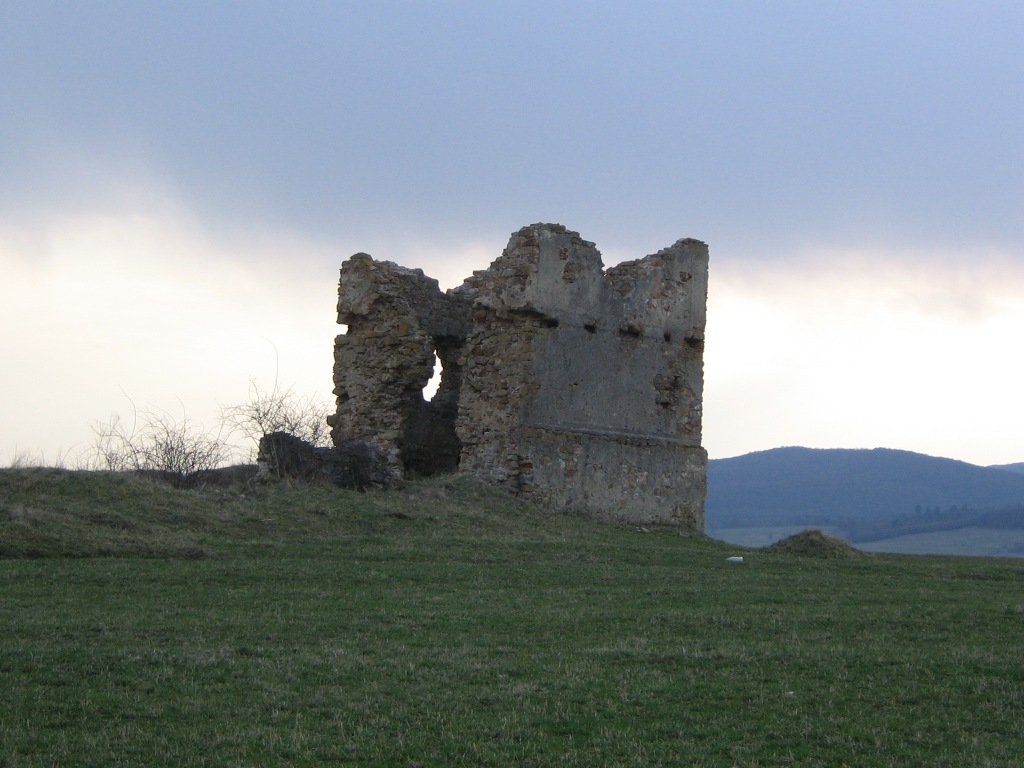
Cappella cattolica in rovina
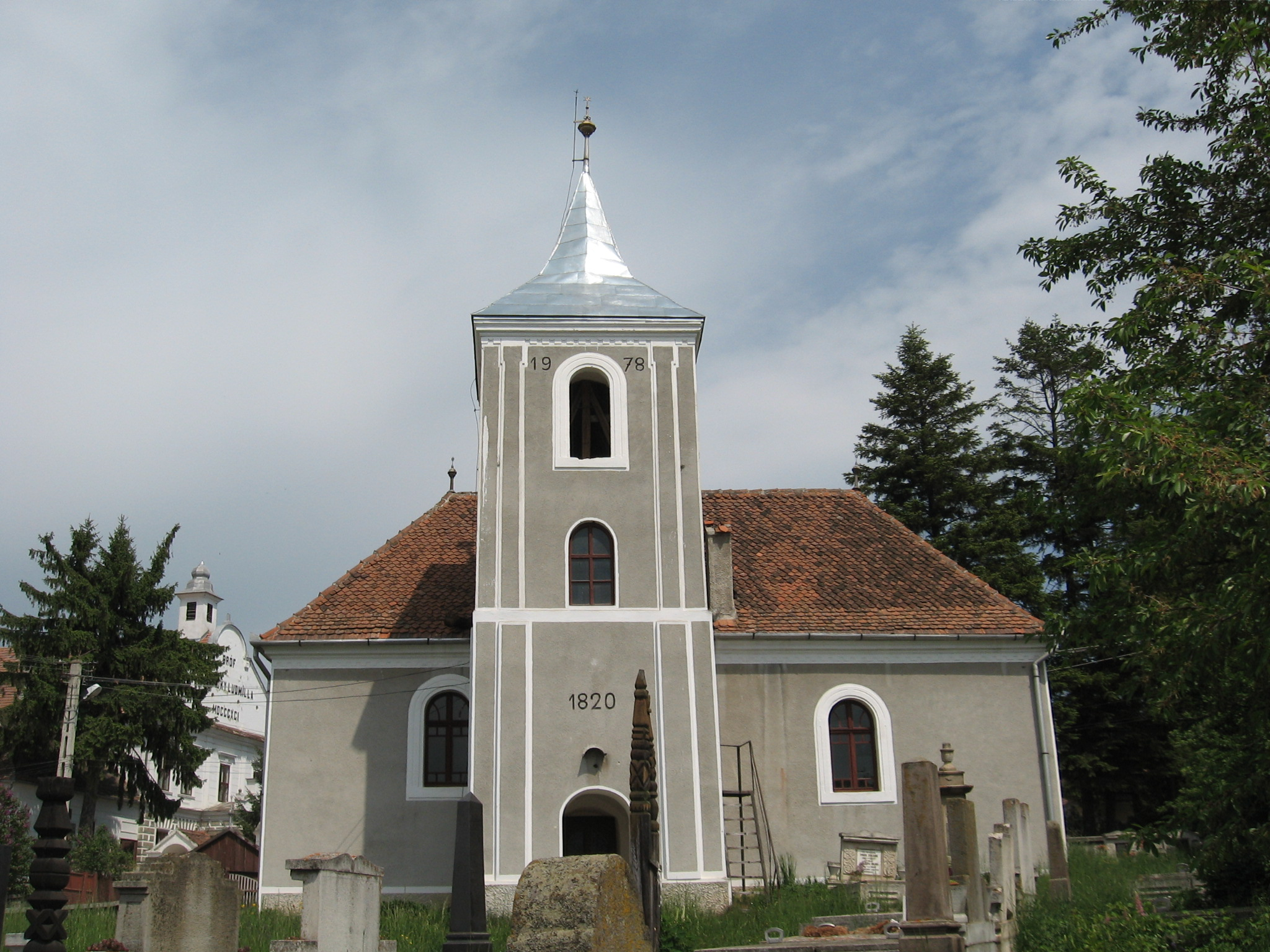
Chiesa calvinista
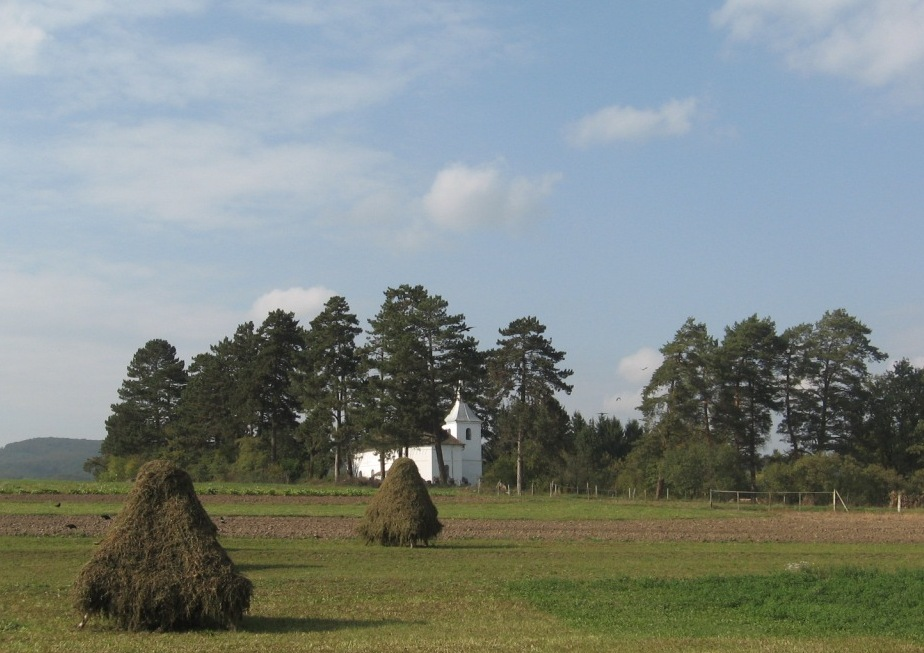
Chiesa unitaria
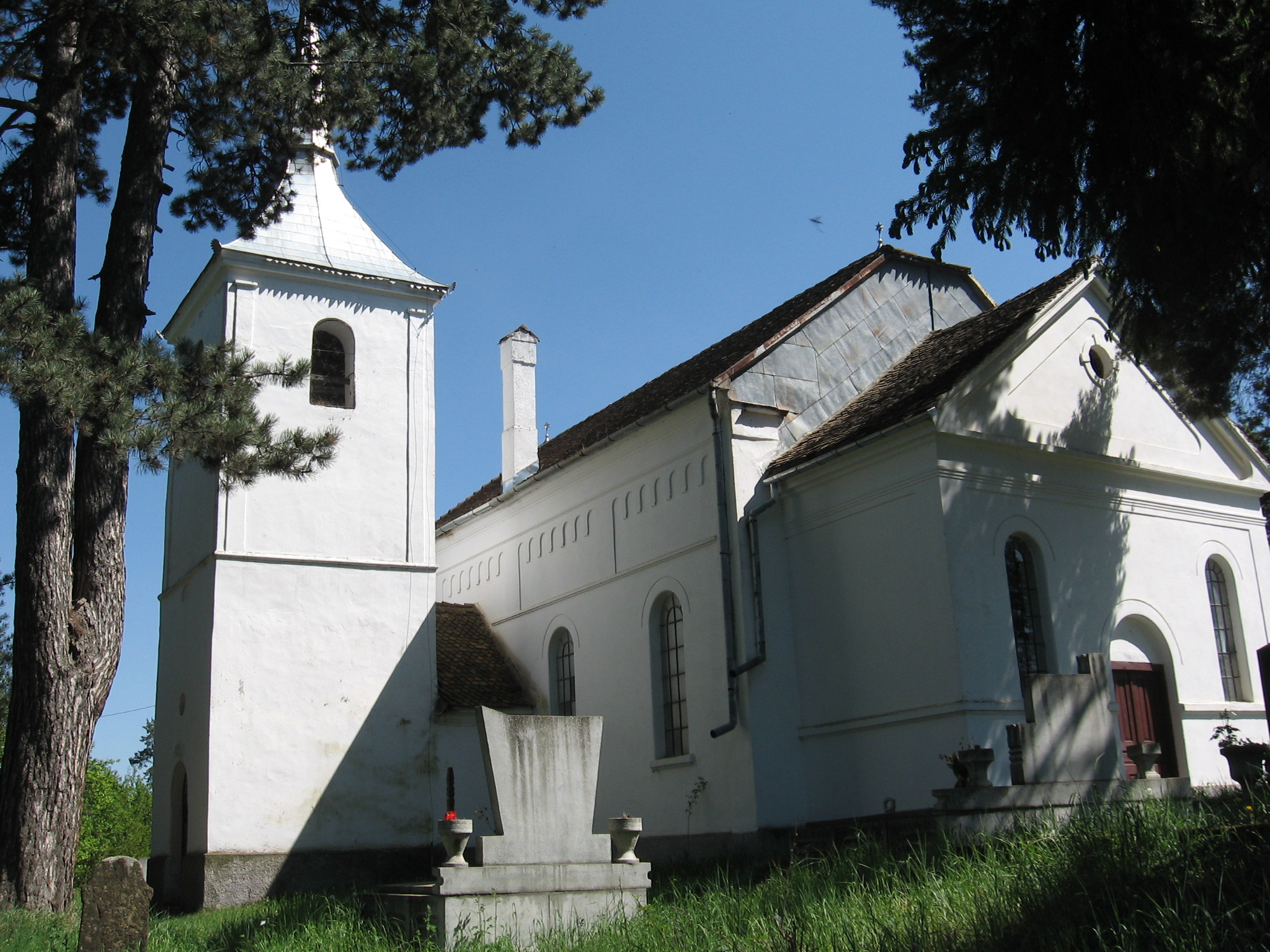
Chiesa unitaria
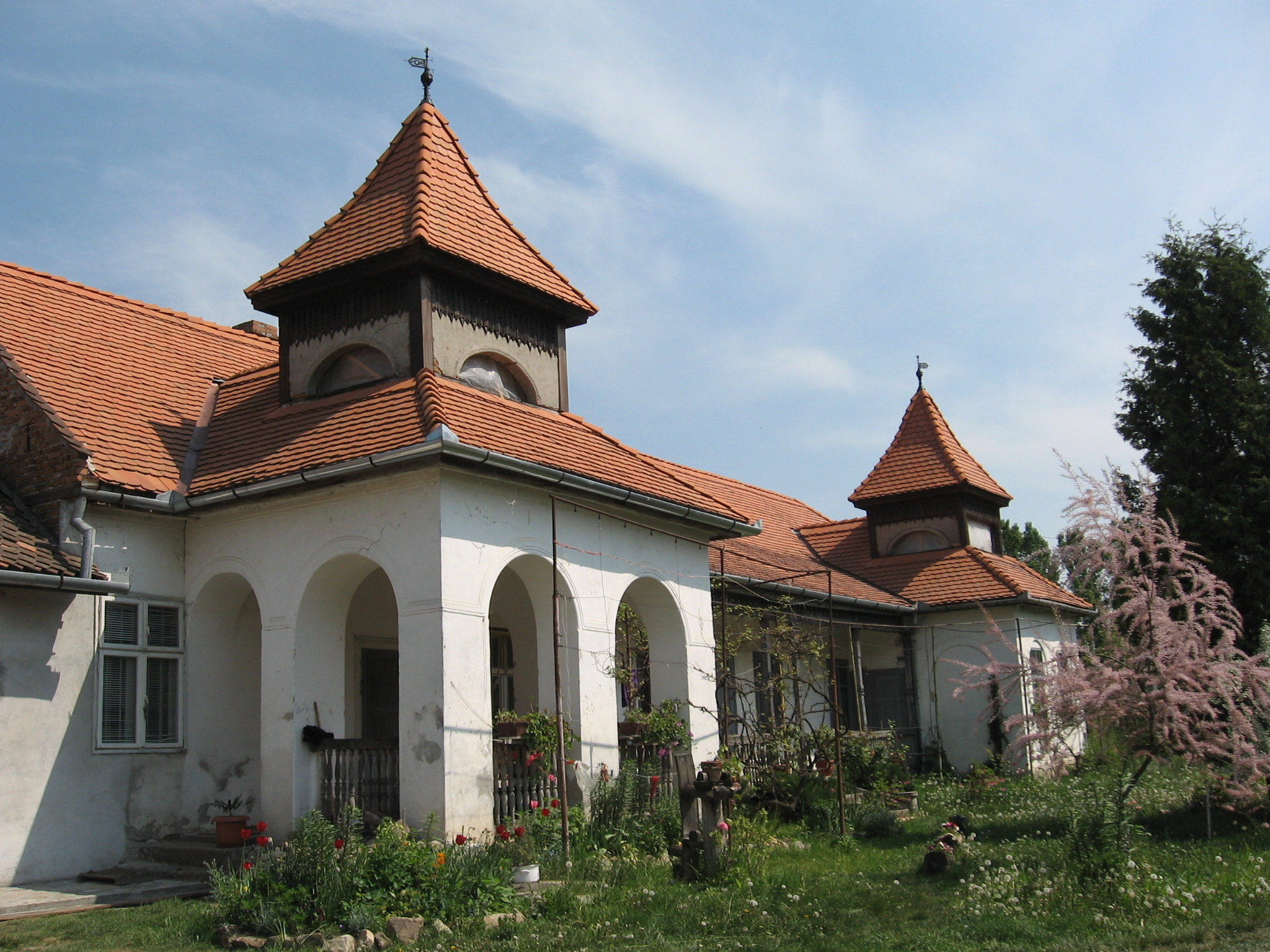
Casa Nagy
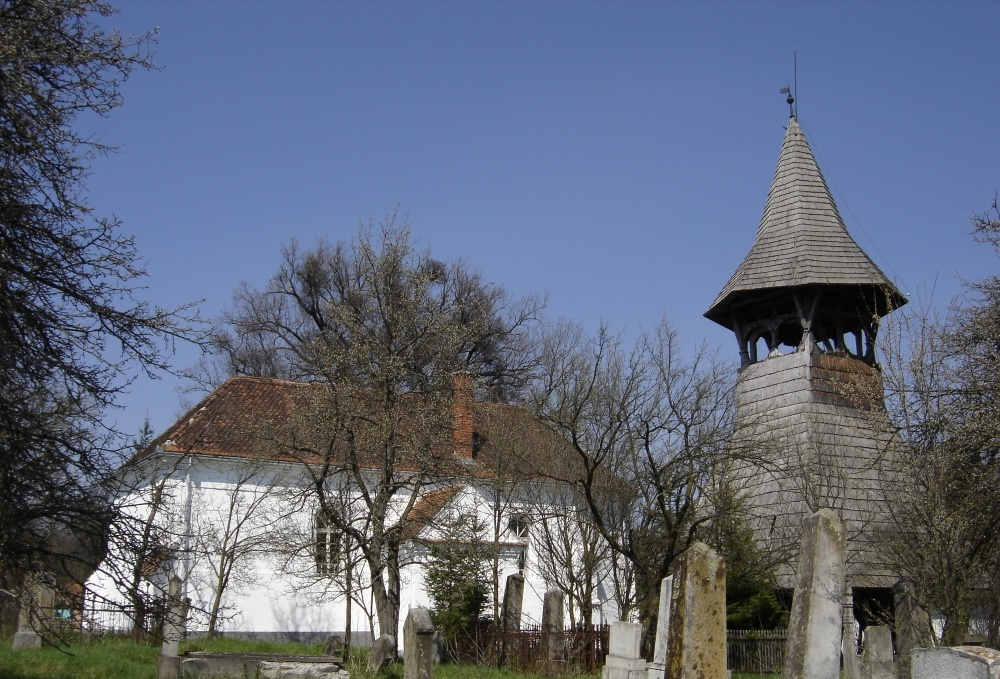
Calnic, Chiesa unitaria e campanile
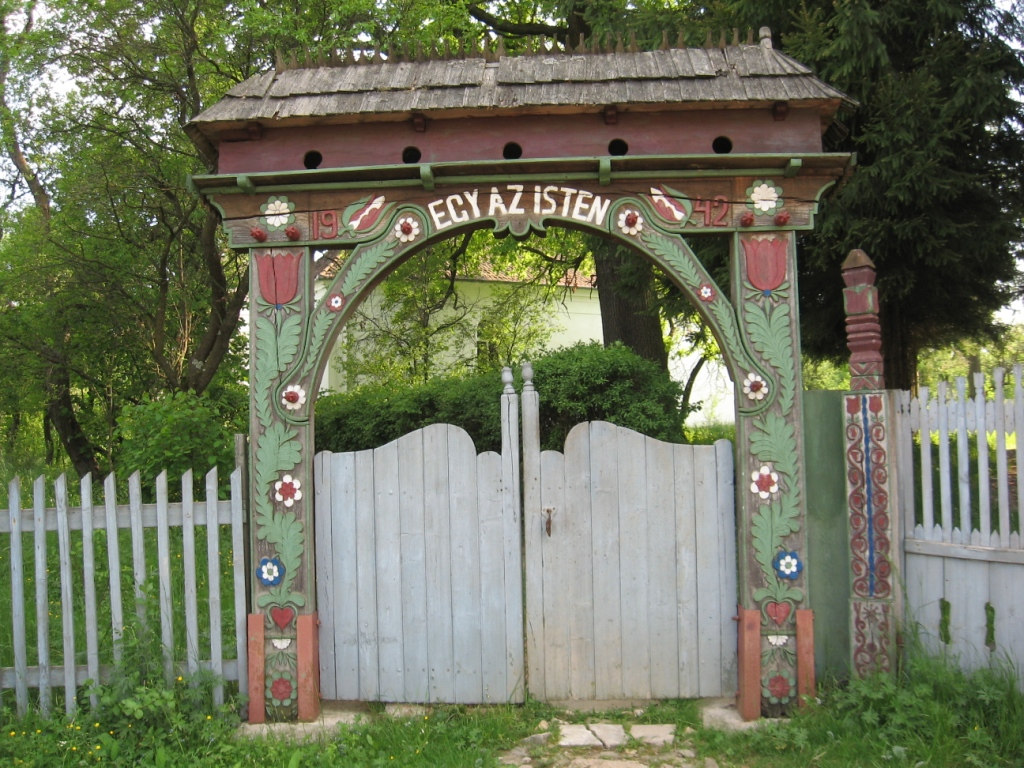
Calnic, Porta unitario
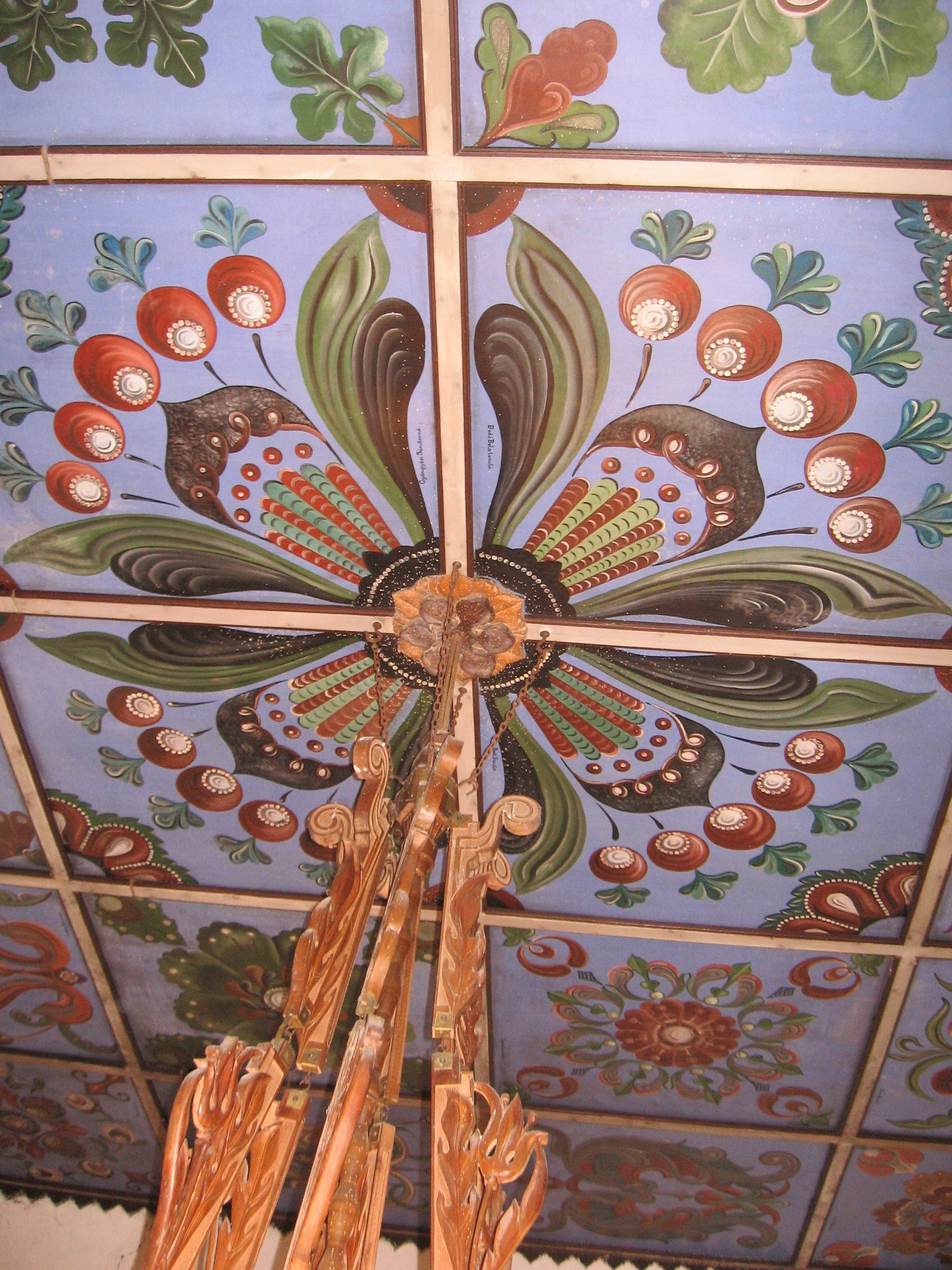
Calnic, Chiesa unitario, sec. 17
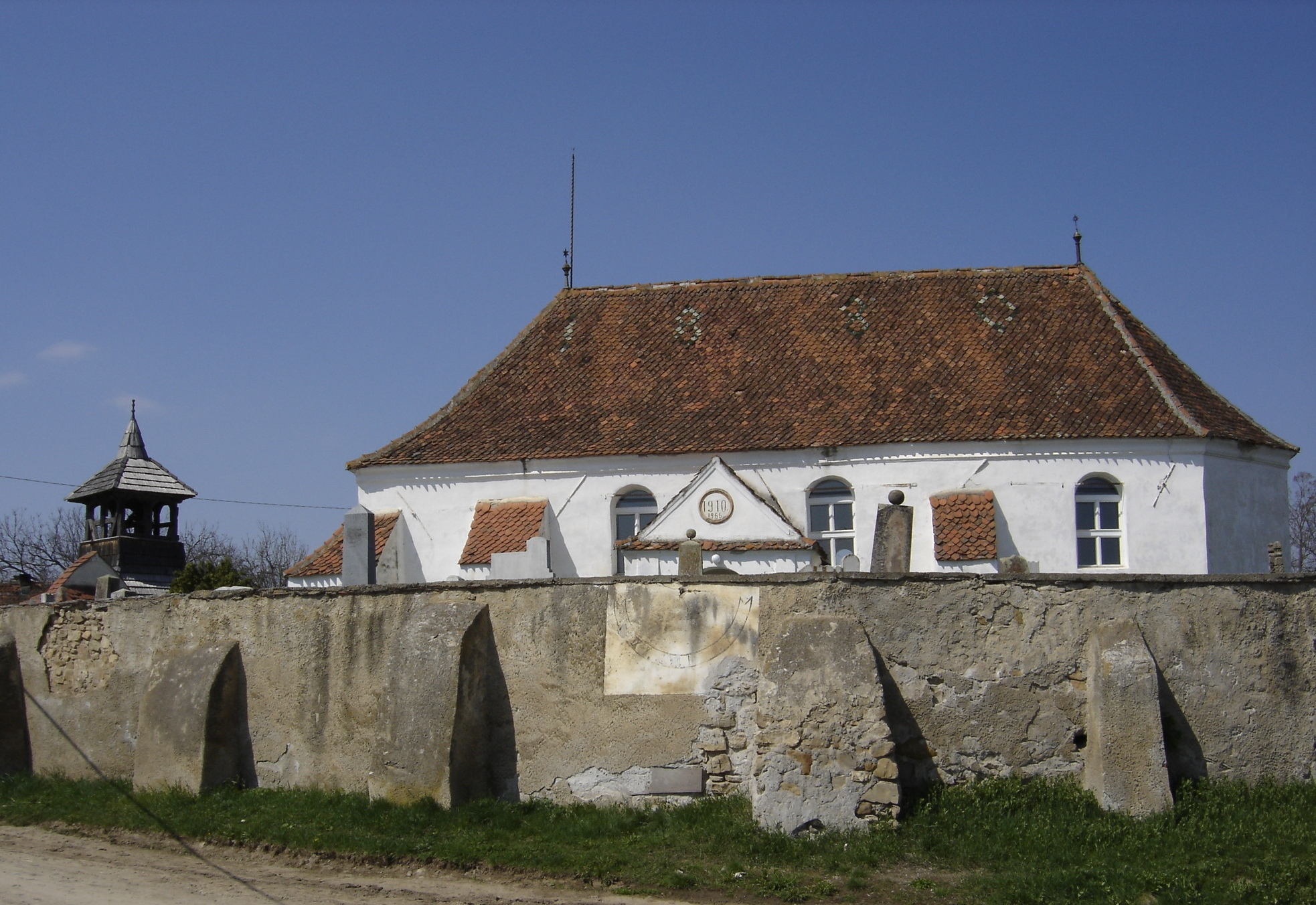
Calnic, Chiesa calvinista
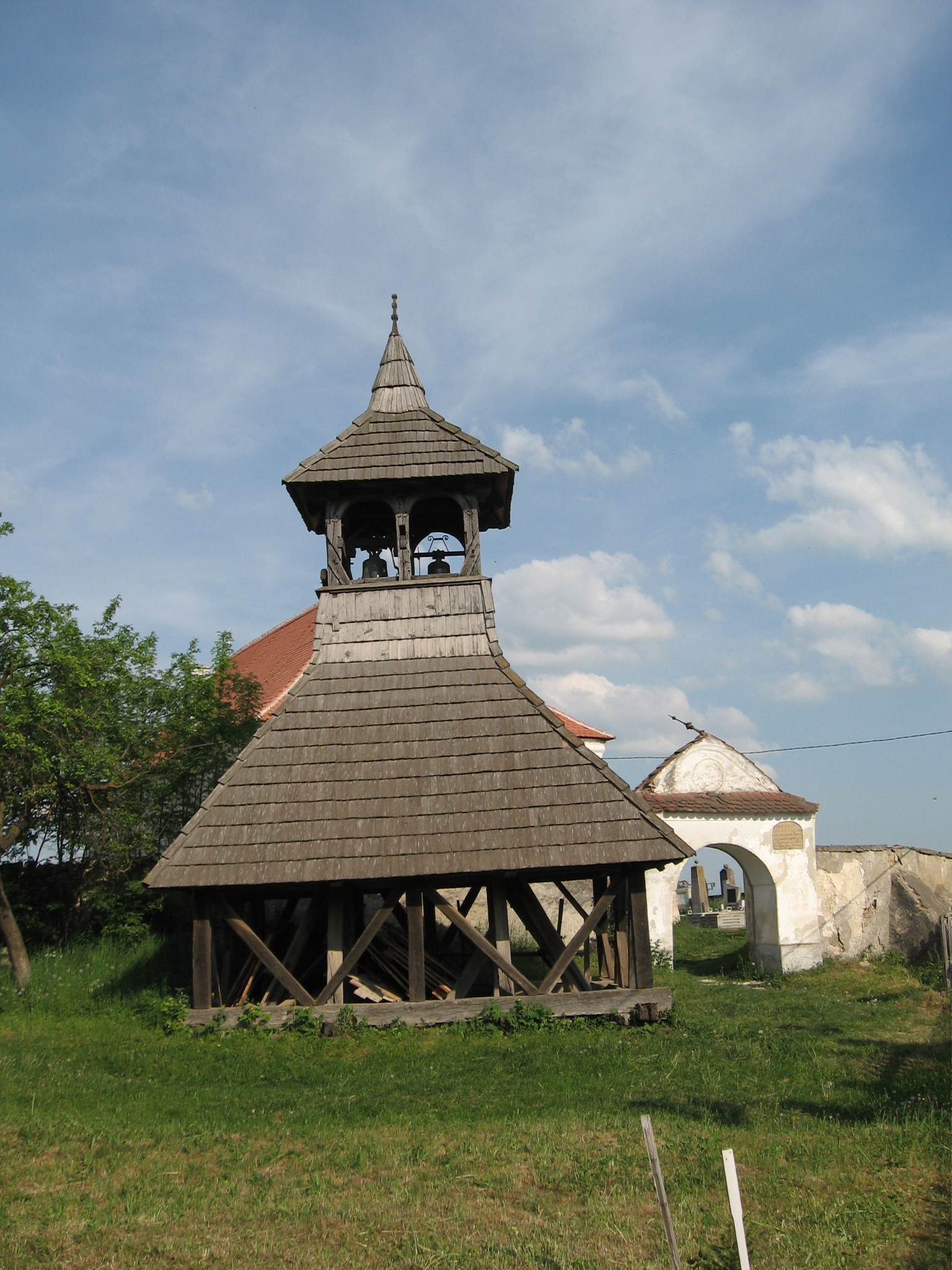
Calnic, Chiesa calvinista e campanile
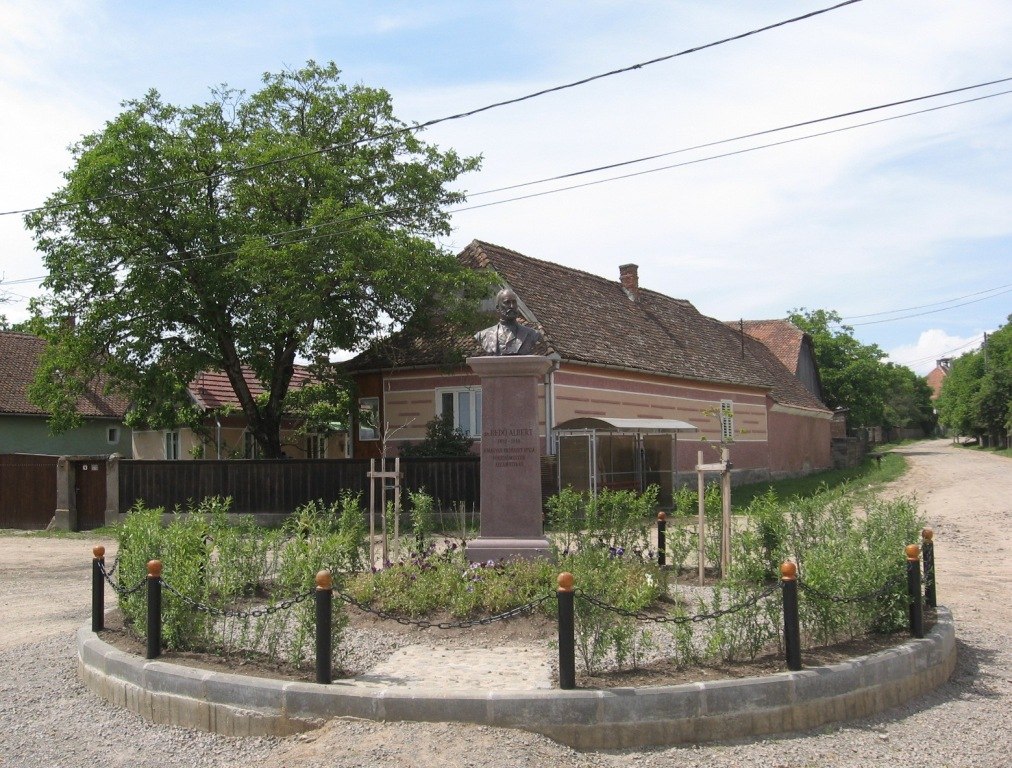
Statua Bedő Albert